# گنبد دشتی

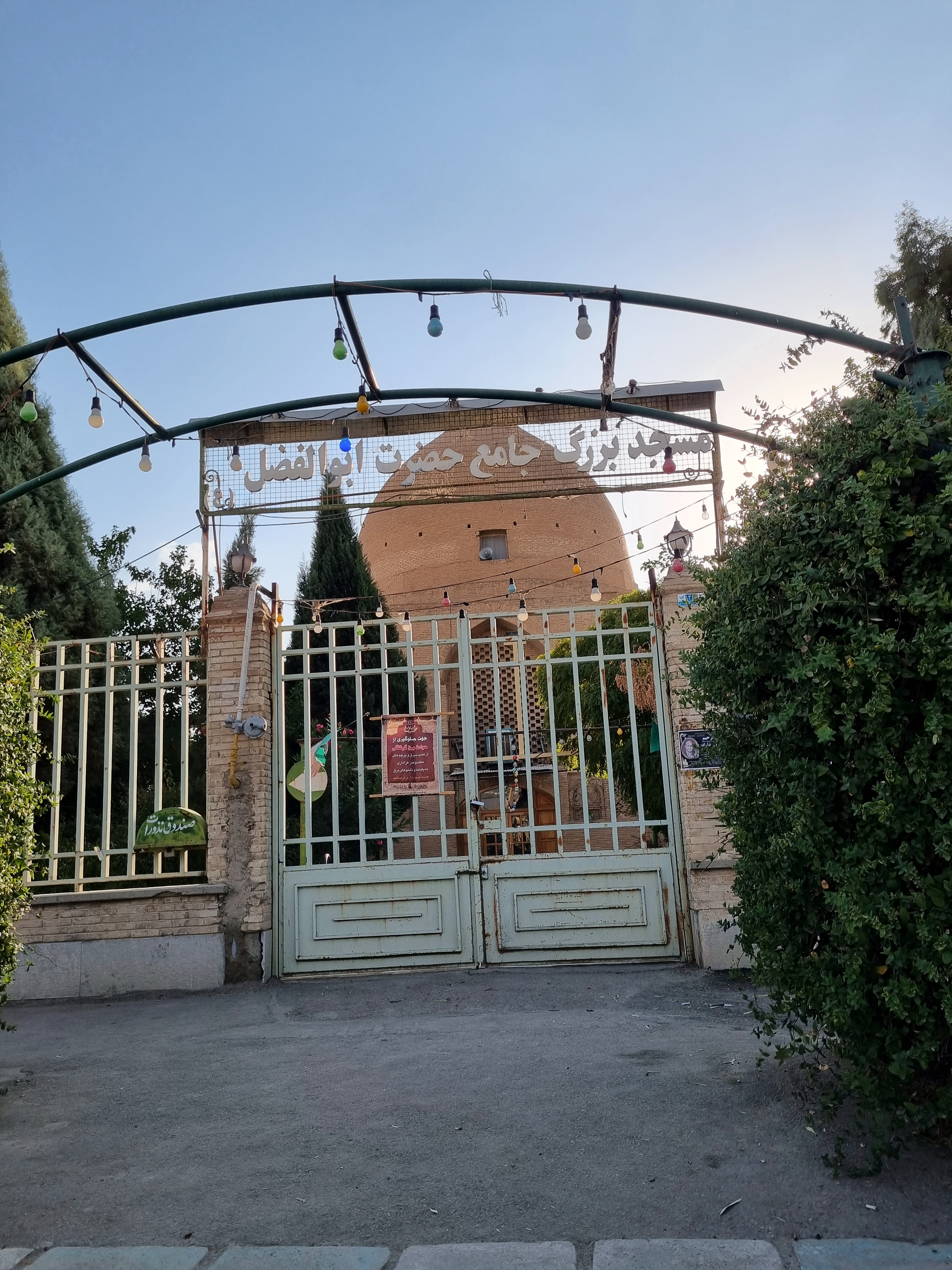

گنبد دشتی مربوط به دوره ایلخانی است و در شهرستان اصفهان، بخش کرارج، روستای دشتی واقع شده و این اثر در تاریخ ۲۰ خرداد ۱۳۲۱ با شمارهٔ ثبت ۳۴۷ به‌عنوان یکی از آثار ملی ایران به ثبت رسیده‌است.